# Maria Andreae
Maria Andreae, geb. Moser (* 23. Oktober 1550 in Herrenberg; † 25. Januar 1632 in Calw) war eine gebildete Arznei- und Heilkundige und als solche später Hofapothekerin in Stuttgart. Sie war zeit ihres Lebens in Armenhilfe und Krankenpflege tätig.

## Herkunft
Ihr Vater war der Herrenberger Vogt Valentin Moser (* 1520 in Herrenberg; † 1576 in Stuttgart), ein Spross der seit ca. 1400 urkundlich nachweisbaren Familie Moser, deren Stammvater Balthasar Moser (genannt Marstaller), Stallmeister und Kriegsrat von Graf Ulrich dem Vielgeliebten von Württemberg, war. Daher führten dessen Nachkommen zeitweise den Namen oder Beinamen „Marstaller“. 1573 wurde Valentins Bruder Balthasar – und Valentin Moser auch (doch dieser angeblich irrtümlich), von Kaiser Maximilian II. in erblichen Adelsstand gesetzt, „Von Filseckh und Weilerberg“ (heutiges Schloss Filseck oberhalb von Uhingen a. d. Fils – das Anwesen hatte zum Zwecke der Namensgebung nur für kurze Zeit Balthasar Moser gehört), und weiter urkundlich: „und alle ihre ehelichen Leibserben und derselben Erbens Erben, Mann- und Frauenspersonen“.
Marias Mutter war Margarethe Hiller (* 1518 in Herrenberg; † 1559 in Stuttgart), Tochter von Marx (= Markus) Hiller, Herrenberger Bürgermeister und Vogt, und dessen Ehefrau Katharina geborene Kurrer aus Herrenberg.

## Jugend
Maria verbrachte ihre Jugend in Herrenberg. Mit neun Jahren verlor sie ihre Mutter. Zwar heiratete ihr Vater in den folgenden Jahren noch dreimal – seine zweite Frau, Ursula Gienger, starb 1566, seine dritte, Barbara Fröschelmoser, 1571, zum vierten Mal verheiratete er sich mit Maria von Zeittern – doch Marias weitere Erziehung übernahm ihre verwitwete Großmutter Hiller, die ins Vogtshaus zog. Maria lernte lesen und schreiben. Ihre Gewandtheit darin wurde noch in späteren Jahren gerühmt.
Großmutter Katharina Hiller geb. Kurrer (* 1482 in Herrenberg) war die „Begine“ von Herrenberg. Sie unterhielt eine kleine Krankenstation in ihrem Haus, später im Vogtshaus. Die tatkräftige Maria wurde in die Arbeit eingebunden. Von der Großmutter erhielt Maria Unterweisung in Arzneipflanzenkunde und der Heilkunde, Anbau von Heilpflanzen, der Krankenpflege und Armenhilfe. Die soziale, gemeinnützige Arbeit mit der Großmutter gab Richtung und Rüstzeug für Marias späteres weiteres soziales christliches Wirken.
Aus dem Jahre 1563 gibt es Urkundliches über Großmutter Katharina Hiller: „Quittiert als Witwe in Herrenberg 28. Mai 1563 der Herrschaft Hohenberg den Empfang von 2000 fl.“ Katharina Hiller starb ca. 1564, so wird berichtet, als Maria ungefähr vierzehn Jahre alt war.
Über die nächsten 12 Jahre bis zu ihrer Heirat ist nichts Konkretes bekannt. Friedrich Bran schreibt in seinem 1989 erschienenen 20-seitigen Büchlein Maria Andreae über diese Zeit:

„Sie hatte einen schnell erfassenden Verstand, war für Kunst und Wissenschaft aufgeschlossen, las die Bibel und protestantische Schriften. Aber auch ihre körperliche Leistungsfähigkeit war gefordert: sie musste gut tragen und heben, die schweren Wassereimer, Kessel, Töpfe wurden täglich gebraucht. An Waschtagen ging sie mit nassem Bettzeug für die vielköpfige Hausgemeinschaft zur Bleiche, und dann zum Boden treppauf, treppab. Sie lebte viele Jahre bei der Großmutter und nach deren Tod war sie für den Moserschen Vogtshaushalt verantwortlich. Ihr Vater war zwar noch dreimal verheiratet, aber Maria war mit allen Aufgaben am besten vertraut.“

## Heirat und Lebensstationen danach
Anfang Mai 1576 starb Marias Vater, und am 9. Oktober desselben Jahres 1576 verheiratete sich Maria mit Johannes Andreae (* 1554 in Tübingen; † 1601 in Königsbronn), Pfarrer in Hagelloch bei Tübingen. Er war ein Sohn von Jakob Andreae, Kanzler der Tübinger Universität und maßgeblicher Mitverfasser der Konkordienformel. 1576 hatte er seine erste Pfarrstelle angetreten. Aus dem Vogtshaus in Herrenberg zog Maria nun ins Pfarrhaus nach Hagelloch, nur zirka fünfzehn Kilometer entfernt, und aus dem Vogtsgarten nahm sie ihre Arzneikräuter in den Pfarrgarten mit, denn ihr Wirken setzte sie in Hagelloch fort.
Weniger bekannt und in Biographien unerwähnt ist Marias nächste Lebensstation an der Seite ihres Mannes, als junge Pfarrfrau ab 1578 in Mössingen, etwa 20 km von Tübingen und Hagelloch entfernt. Auf der Pfarrertafel in der Sakristei der Peter- und Paulskirche in Mössingen ist vermerkt: „Joh. Andreae, Fil.D.Jacobi 1578.“ Der nächste Eintrag datiert von 1582, so dass anzunehmen ist, dass Johannes und Maria vier Jahre in Mössingen waren. Ab 1582 war Johannes Andreae dann neun Jahre Pfarrer und Superintendent in Marias heimatlichem Herrenberg und ab 1591, die letzten zehn Jahre seines Lebens, Pfarrer und Abt im Kloster Königsbronn bei Heidenheim an der Brenz.
Als fünftes ihrer acht Kinder wurde 1586 Johann Valentin Andreae geboren, vermutlicher Verfasser oder Mitverfasser der 1614 bis 1616 im Druck erschienenen klassischen Rosenkreuzerschriften.
Nach dem Tod ihres Mannes im August 1601 blieb Maria mit ihren Kindern weitgehend vermögenslos zurück, da ihr Mann große Summen für alchimistische Experimente ausgegeben hatte. Im strengsten Winter zog sie mit ihren Kindern von Königsbronn nach Tübingen, wo Verwandte lebten und ihre Kinder eine gute Ausbildung erhalten konnten. Herzogin Sibylla von Württemberg, die Maria bereits 1598 bei einem Besuch in Königsbronn kennen gelernt hatte, betraute sie 1606 oder 1607 mit der Leitung der Hofapotheke in Stuttgart. Nach dem Tod Herzog Friedrichs 1608 zog sie mit der verwitweten Herzogin nach Leonberg, nach deren Tod 1614 lebte sie bei ihren Kindern, zuletzt in Calw, wo ihr Sohn Johann Valentin Andreae seit 1620 Superintendent war. Dort starb sie im Alter von 81 Jahren. Während ihres ganzen Lebens war sie in der Armenhilfe und der Krankenpflege tätig, die sie schon in jungen Jahren im elterlichen Haus ausgeübt hatte.